# Gimpel
Gimpel är ett berg i Österrike.   Det ligger i distriktet Reutte och förbundslandet Tyrolen, i den västra delen av landet, 400 km väster om huvudstaden Wien. Toppen på Gimpel är 2 173 meter över havet, eller 211 meter över den omgivande terrängen. Bredden vid basen är 0,88 km. Gimpel ingår i Tannheimer Gebirge.
Terrängen runt Gimpel är varierad. Runt Gimpel är det ganska glesbefolkat, med 26 invånare per kvadratkilometer.. Närmaste större samhälle är Reutte, 7,9 km öster om Gimpel. 
I omgivningarna runt Gimpel växer i huvudsak blandskog.